# Wah-Wah
Wah-Wah (Brasil: A Conquista da Liberdade / Portugal: Wah-Wah) é um filme de drama lançado em 2005 dirigido, escrito e vagamente baseado na vida de Richard E. Grant. Filmado e ambientado em Essuatíni, o filme foi exibido pela primeira vez no Festival de Cannes de Marketon em 13 de maio de 2005 e estreou no Festival Internacional de Filmes de Edinburgh em 17 de agosto de 2005. Em seguida, ele foi lançado em vários festivais antes de receber um lançamento limitado nos Estados Unidos em 5 de maio de 2006, seguido de seu lançamento no Reino Unido em 2 de junho de 2006.

## Sinopse
Com este conto semi-autobiográfico de sua infância no Essuatíni durante os últimos dias do Império Britânico na África em 1960, Grant relata a história de Ralph Compton, cuja desintegração da família espelha o fim do domínio britânico. Depois de testemunhar o adultério de sua mãe com o melhor amigo de seu pai, Ralph deve sobreviver não só para embarcar na escola, mas também num novo casamento de seu pai com Ruby, uma aeromoça de fala rápida da American Airlines, e a queda gradual de seu pai no alcoolismo.

## Elenco
- Gabriel Byrne ... Harry
- Miranda Richardson as Lauren
- Emily Watson ... Ruby
- Nicholas Hoult ... Ralph (com 14 anos)
- Zac Fox ... Ralph (jovem)
- Julie Walters ... Gwen
- Celia Imrie ... Lady Hardwick
- Julian Wadham ... Charles
- Fenella Woolgar ... June Broughton
- Sid Mitchell ... Vernon

## Recepção
Wah-Wah teve recepção geralmente favorável por parte da crítica especializada. Com base em 25 avaliações profissionais, alcançou uma pontuação de 61 em 100 no Metacritic. Em avaliações favoráveis, do Seattle Post-Intelligencer, Paula Nechak disse: "O filme é tão bem atuado - por Byrne, que faz agonias internalizadas de Harry e continuamente deixa espaço para a sua ex-mulher tocar, e por Watson e Hoult - que com seus momentos mais enjoativos, incluindo uma versão encenada do musical "Camelot" (o que é muito tempo), é um ponto discutível."
Do Chicago Sun-Times, Roger Ebert: "Wah-Wah tem uma sequência, com base em noticiários antigos, em que se a bandeira estiver baixa, o sol se põe sobre um outro parte do império. Estranho como quantos críticos se sentiram o filme inteiro como deve ser isso. Eu não vejo o porquê. A história é sobre pessoas que viveram vidas fechadas e um filme sobre eles seria necessariamente dar independência apenas para um papel de apoio."
The Hollywood Reporter, Kirk Honeycutt: "O veterano ator Richard E. Grant faz a sua escrita e estreia como diretor com Wah-Wah, um retrato surpreendente de sua própria infância surpreendente e incomum, crescendo no Essuatíni nos últimos dias do Império Britânico na África."
The New York Times, Jeannette Catsoulis: "No entanto, por toda a sua vaidade e estudo frágil de direito, o filme nunca é mesquinho: mesmo os pais de Ralph sendo monstruosos, eles são tratados com mais compaixão do que eles merecem. Claramente, as memórias do Sr. Grant são mais afeiçoadas do que amargas".
The Washington Post, Desson Thomson: "A representação sem piscar, mas simpática de Grant deste mundo emocionalmente desequilibrado faz o espectador sentir como uma base ilítica iluminada, e tem o benefício enorme da franja de artistas finos, incluindo Richardson, que coloca vigor cativante para a adúltera Lauren, e Julie Walters, a tia de Ralph, que diz inutilmente ao menino dela ter frequentemente um caso recorrente de "insolação"."